# Ballet National de Marseille

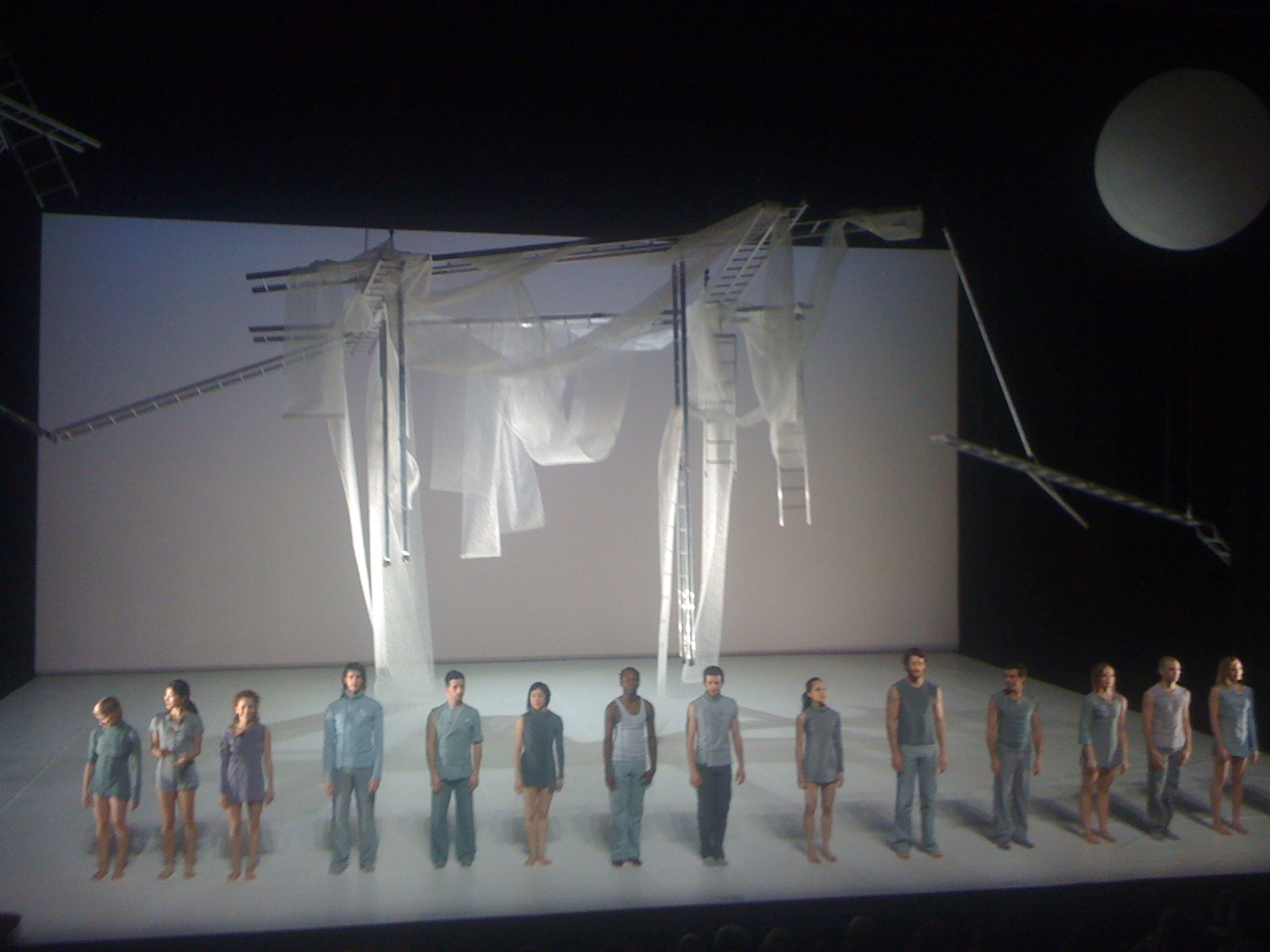
La Vérité 25x par seconde - Frederic Flamand

Il Ballet National de Marseille è una compagnia di danza fondata nel 1972 dal coreografo francese Roland Petit su invito di Gaston Defferre, sindaco di Marsiglia dell'epoca.

## Storia
Composto da un corpo di ballo di una quarantina di danzatori, con la stella dell'Opéra di Parigi Dominique Khalfouni come prima ballerina e con partecipazioni illustri da parte di famosi ballerini invitati, il gruppo si è imposto all'attenzione internazionale grazie all'eclettismo creativo del suo direttore.
Nel 1998 la compagnia è passata sotto la guida di Marie-Claude Pietragalla, étoile a Parigi, la quale ne ha completamente mutato il repertorio in una direzione più contemporanea.
Una linea guida confermata ed estremizzata dal direttore attuale Frédéric Flamand, regista-architetto belga d'avanguardia giunto a Marsiglia nel 2004.